# Amico di Sandro
Als Amico di Sandro (deutsch Freund des Sandro) wird eine von dem Kunsthistoriker Bernard Berenson erstmals 1899 identifizierte Künstlerpersönlichkeit der Frührenaissance in Italien bezeichnet.

## Identifizierung
Dem namentlich nicht bekannten Maler wurde dieser Notname gegeben, um eine Reihe von stilistisch ähnlichen Gemälden und Truhenbildern zu gruppieren. Sie waren  in einem Stil geschaffen, der dem von Sandro Botticelli nahesteht sowie Ähnlichkeiten mit der Malerei von Domenico Ghirlandaio und Filippino Lippi aufzeigt.  Durch die kritische Diskussion der Werke wurden dann im Laufe der Zeit die meisten der Werke direkt Lippi zugeordnet; dieser hatte um 1472 bei Botticelli gearbeitet und sein Frühwerk war von dessen Stil beeinflusst, bevor er seinen eigenen Stil entwickelte.
Trotzdem bleibt der von Berenson geschaffene Notname von Interesse für Kunsthistoriker, wie eine Neuauflage der Artikel von Berenson zeigt. Die Schaffung des Notnamens bleibt ein Beispiel wie  Berenson in den Anfängen der Kunsthistorik die kritische Untersuchung von namentlich nicht zuzuordnenden Werken vorangebracht hat.